# Gran Premio di Francia 1960
Il Gran Premio di Francia 1960 si è svolto domenica 3 luglio 1960 sul circuito di Reims. La gara è stata vinta da Jack Brabham seguito da Olivier Gendebien e da Bruce McLaren, tutti al volante di una Cooper.

## Qualifiche
| Pos | N° | Pilota              | Auto               | Squadra                   | Tempo  | Distacco |
| --- | -- | ------------------- | ------------------ | ------------------------- | ------ | -------- |
| 1   | 16 | Jack Brabham        | Cooper-Climax      | Cooper Car Company        | 2:16.8 | -        |
| 2   | 2  | Phil Hill           | Ferrari            | Scuderia Ferrari          | 2:18.2 | +1.4     |
| 3   | 12 | Graham Hill         | BRM                | Owen Racing Organisation  | 2:18.4 | +1.6     |
| 4   | 20 | Innes Ireland       | Lotus-Climax       | Team Lotus                | 2:18.5 | +1.7     |
| 5   | 6  | Willy Mairesse      | Ferrari            | Scuderia Ferrari          | 2:19.3 | +2.5     |
| 6   | 4  | Wolfgang von Trips  | Ferrari            | Scuderia Ferrari          | 2:19.4 | +2.6     |
| 7   | 10 | Dan Gurney          | BRM                | Owen Racing Organisation  | 2:19.4 | +2.6     |
| 8   | 22 | Ron Flockhart       | Lotus-Climax       | Team Lotus                | 2:19.5 | +2.7     |
| 9   | 18 | Bruce McLaren       | Cooper-Climax      | Cooper Car Company        | 2:19.6 | +2.7     |
| 10  | 8  | Jo Bonnier          | BRM                | Owen Racing Organisation  | 2:19.8 | +3.0     |
| 11  | 44 | Olivier Gendebien   | Cooper-Climax      | Yeoman Credit Racing Team | 2:20.1 | +3.3     |
| 12  | 24 | Jim Clark           | Lotus-Climax       | Team Lotus                | 2:20.3 | +3.5     |
| 13  | 46 | Henry Taylor        | Cooper-Climax      | Yeoman Credit Racing Team | 2:22.8 | +6.0     |
| 14  | 14 | Tony Brooks         | Vanwall            | Vandervell Products Ltd   | 2:23.3 | +6.5     |
| 15  | 36 | Lucien Bianchi      | Cooper-Climax      | Fred Tuck Cars            | 2:23.6 | +6.8     |
| 16  | 48 | Bruce Halford       | Cooper-Climax      | Yeoman Credit Racing Team | 2:23.6 | +6.8     |
| 17  | 40 | Masten Gregory      | Cooper-Maserati    | Scuderia Centro Sud       | 2:24.3 | +7.5     |
| 18  | 38 | Maurice Trintignant | Cooper-Maserati    | Scuderia Centro Sud       | 2:24.7 | +7.9     |
| 19  | 30 | Gino Munaron        | Cooper-Castellotti | Scuderia Castellotti      | 2:31.3 | +14.5    |
| 20  | 28 | Richie Ginther      | Scarab             | Reventlow Automobiles Inc | 2:31.4 | +14.6    |
| 21  | 34 | David Piper         | Lotus-Climax       | Robert Bodle Ltd          | 2:32.0 | +15.2    |
| 22  | 42 | Ian Burgess         | Cooper-Maserati    | Scuderia Centro Sud       | 2:36.7 | +19.9    |
| 23  | 26 | Chuck Daigh         | Scarab             | Reventlow Automobiles Inc | 2:46.1 | +29.3    |

## Gara
I risultati del GP sono stati i seguenti:
| Pos | N° | Pilota              | Costruttore/Motore | Giri | Tempo/Ritiro | Griglia | Punti |
| --- | -- | ------------------- | ------------------ | ---- | ------------ | ------- | ----- |
| 1   | 16 | Jack Brabham        | Cooper-Climax      | 50   | 1:57:24.9    | 1       | 8     |
| 2   | 44 | Olivier Gendebien   | Cooper-Climax      | 50   | + 48.3       | 11      | 6     |
| 3   | 18 | Bruce McLaren       | Cooper-Climax      | 50   | + 51.9       | 9       | 4     |
| 4   | 46 | Henry Taylor        | Cooper-Climax      | 49   | +1 giro      | 13      | 3     |
| 5   | 24 | Jim Clark           | Lotus-Climax       | 49   | +1 giro      | 12      | 2     |
| 6   | 22 | Ron Flockhart       | Lotus-Climax       | 49   | +1 giro      | 8       | 1     |
| 7   | 20 | Innes Ireland       | Lotus-Climax       | 43   | +7 giri      | 4       |       |
| 8   | 48 | Bruce Halford       | Cooper-Climax      | 40   | Motore       | 16      |       |
| 9   | 40 | Masten Gregory      | Cooper-Maserati    | 37   | +13 giri     | 17      |       |
| 10  | 42 | Ian Burgess         | Cooper-Maserati    | 36   | +14 giri     | 22      |       |
| 11  | 4  | Wolfgang von Trips  | Ferrari            | 30   | Trasmissione | 6       |       |
| 12  | 2  | Phil Hill           | Ferrari            | 29   | Trasmissione | 2       |       |
| Rit | 8  | Jo Bonnier          | BRM                | 22   | Motore       | 10      |       |
| Rit | 36 | Lucien Bianchi      | Cooper-Climax      | 18   | Trasmissione | 15      |       |
| Rit | 10 | Dan Gurney          | BRM                | 17   | Motore       | 7       |       |
| Rit | 30 | Gino Munaron        | Cooper-Castellotti | 16   | Trasmissione | 19      |       |
| Rit | 6  | Willy Mairesse      | Ferrari            | 14   | Trasmissione | 5       |       |
| Rit | 14 | Tony Brooks         | Vanwall            | 7    | Vibrazioni   | 14      |       |
| Rit | 12 | Graham Hill         | BRM                | 0    | Incidente    | 3       |       |
| Rit | 38 | Maurice Trintignant | Cooper-Maserati    | 0    | Incidente    | 18      |       |
| NP  | 28 | Richie Ginther      | Scarab             |      | Motore       | 20      |       |
| NP  | 34 | David Piper         | Lotus-Climax       |      | Motore       | 21      |       |
| NP  | 26 | Chuck Daigh         | Scarab             |      | Motore       | 23      |       |

## Statistiche

### Piloti
- 5ª vittoria per Jack Brabham
- 2º e ultimo podio per Olivier Gendebien
- Ultimo Gran Premio per Bruce Halford

### Costruttori
- 11° vittoria per la Cooper
- Ultimo Gran Premio per la Vanwall

### Motori
- 12° vittoria per il motore Climax
- 10ª pole position per il motore Climax
- 30° podio per il motore Climax
- Ultimo Gran Premio per il motore Vanwall

### Giri al comando
- Jack Brabham (1-3, 5, 7, 9-10, 12, 14, 18-50)
- Phil Hill (4, 6, 8, 11, 13, 15-17)

## Classifiche Mondiali

### Piloti
| Pos | Pilota             | Punti |
| --- | ------------------ | ----- |
| 1   | Bruce McLaren      | 24    |
|     | Jack Brabham       | 24    |
| 3   | Stirling Moss      | 11    |
| 4   | Olivier Gendebien  | 10    |
| 5   | Jim Rathmann       | 8     |
| 6   | Innes Ireland      | 7     |
|     | Phil Hill          | 7     |
| 8   | Rodger Ward        | 6     |
|     | Cliff Allison      | 6     |
| 10  | Wolfgang von Trips | 4     |
|     | Graham Hill        | 4     |
|     | Paul Goldsmith     | 4     |
|     | Jim Clark          | 4     |
| 14  | Carlos Menditeguy  | 3     |
|     | Henry Taylor       | 3     |
|     | Tony Brooks        | 3     |
|     | Don Branson        | 3     |
| 18  | Johnny Thomson     | 2     |
|     | Jo Bonnier         | 2     |
|     | Richie Ginther     | 2     |
| 21  | Eddie Johnson      | 1     |
|     | Ron Flockhart      | 1     |
|     | Lucien Bianchi     | 1     |

### Costruttori
| Pos | Team            | Punti |
| --- | --------------- | ----- |
| 1   | Cooper-Climax   | 38    |
| 2   | Lotus-Climax    | 19    |
| 3   | Ferrari         | 15    |
| 4   | BRM             | 6     |
| 5   | Cooper-Maserati | 3     |